# Matt Watson
Matthew Watson (Redditch, 1º gennaio 1985) è un ex calciatore inglese, di ruolo centrocampista.